# Associació Centre Cultural El Social de Terrassa
L'Associació Centre Cultural El Social de Terrassa és una institució creada el 1878 a Terrassa que promou diverses activitats culturals i recreatives a través de diverses seccions. Entre les activitats hi ha el teatre, l'esbart, la coral, els escacs o el bàsquet. El 2017 se li va concedir la Creu de Sant Jordi.